# 子牙大寺遗址
子牙大寺遗址位于中华人民共和国天津市静海区子牙镇子牙村西约700米处、子牙村西遗址南侧。据村民介绍，此处原为清代寺庙，现在已损毁，地表散落青砖、布纹瓦、筒瓦等建筑构件，瓷片较少，以青花瓷片为主，部分房基还存在。静海县带状公园石碑存放地的由乾隆帝亲笔题写的“钓台碑”就来自于此地。